# Circuit Autopia
Le Circuit Autopia ou Inje Speedium est un circuit automobile situé à Inje en Corée du Sud et ouvert en 2013.

## Historique
La première épreuve d'importance a été les 3 Heures de Inje 2013 disputées dans le cadre de l'Asian Le Mans Series en tant que manche d'ouverture de la saison 2013. La saison 2014 du championnat passe de nouveau sur le circuit toujours en tant que manche d'ouverture.
La Super Formula a également fait étape à Inje pour disputer la 5e manche du championnat 2013.

## Structure et équipements
Le tracé de 3,908 km de développement a été dessiné par Alan Wilson. Il peut se diviser en deux tracés nord et sud de longueurs respectives 2,577 km et 1,375 km.
Le circuit fait partie dans un complexe nommé Inje Auto Theme Park et doté d'un hôtel et de copropriétés.